# God’s Plan
God's Plan — третий микстейп 50 Cent и G-Unit, вышедший 1 ноября 2002 года, через BCD Music Group.

## Об альбоме
Для микстейпа 50 Cent был записан ремикс на песню Мисси Эллиотт: «Work It» из альбома Under Construction. Кроме того, на трек The Notorious B.I.G. из его посмертного альбома Born Again: «Niggas» была записана ещё одна версия песни, которая была добавлена в саундтрек фильма Bad Boys II, в 2003 году. После записи микстейпа 50 Cent выпустил свой дебютный альбом Get Rich or Die Tryin’ , который вышел 6 февраля, 2003 года. В песне The World был использован трек Джастина Тимберлейка Cry Me a River, сделав его своим ремиксом. Микстейп стал 9-м, лучшим микстейпом по версии журнала XXL.

## Список композиций
1. «Words from Eminem» — 0:22
2. «Catch Me in the Hood» — 3:43
3. «You're Not Ready» — 3:16
4. «Gangsta'd Up» — 3:04
5. «If Dead Men Could Talk» — 3:01
6. «Banks Workout Pt. 2» — 3:13
7. «Crazy Muthafucka» — 2:24
8. «187 Yayo» — 3:33
9. «The World» (Feat. Governor) — 2:24
10. «Short Stay» — 2:23
11. «Minds Playing Tricks» — 1:26
12. «Niggas» — 3:31
13. «Tainted» — 2:22
14. «Ching Ching Ching» — 2:11
15. «Work It» [Remix] (Feat. Мисси Эллиотт) — 4:54

## Участники записи
Список персонала подтверждён на Allmusic.
- 50 Cent — Главный Артист
- Governor — Главный Артист
- G-Unit — Главный Артист
- Мисси — Главный Артист